# Schelte van Bolswert

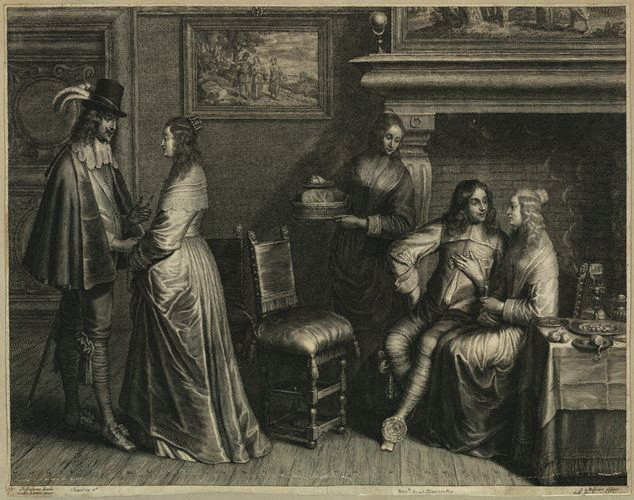
Elegant gezelschap in een interieur, kopparstick efter Christoffel Jacobsz van der Laemen.

Schelte van Bolswert, född omkring 1581 och död 1659 var en nederländsk kopparstickare. Han var bror till Boetius Adam van Bolswert.
van Bolswert anslöt sig till sin bror i Antwerpen omkring 1625. Schelte van Bolswert har räknats som den främsta av alla Rubensstickarna och var särskilt framstående som landskapsgravör. van Bolswert har även arbetet efter Jacob Jordaens och Anthonis van Dyck, som målat van Bolswerts porträtt.